# مجلس نواب دومينيكا
مجلس نواب دومينيكا (بالإنجليزية: House of Assembly of Dominica)‏ هو الهيئة التشريعية في دومينيكا، ويتكون من 21 مقعداً.